# Fissidens seychellensis
Fissidens seychellensis là một loài Rêu trong họ Fissidentaceae. Loài này được Dury & Onr. mô tả khoa học đầu tiên năm 1976.